# Eutrichota quadrirecta
Eutrichota quadrirecta este o specie de muște din genul Eutrichota, familia Anthomyiidae, descrisă de Qian și Fan în anul 1981. Conform Catalogue of Life specia Eutrichota quadrirecta nu are subspecii cunoscute.